# Dendrobium calicopis
Dendrobium calicopis är en orkidéart som beskrevs av Henry Nicholas Ridley. Dendrobium calicopis ingår i släktet Dendrobium, och familjen orkidéer. Inga underarter finns listade i Catalogue of Life.